# Cherie Piper
Cherie Piper (* 29. Juni 1981 in East York, Ontario) ist eine ehemalige kanadische Eishockeyspielerin, die im Verlauf ihrer aktiven Karriere zwischen 1999 und 2013 unter anderem drei olympische Goldmedaillen mit der kanadischen Frauennationalmannschaft gewonnen hat. Darüber hinaus errang Piper einmal den Weltmeistertitel sowie drei Vizeweltmeisterschaften, womit sie zu den erfolgreichsten kanadischen Spielerinnen auf internationaler Bühne gehört. Auf der nationalen Ebene konnte sie zu Beginn der 2000er-Jahre dreimal in Folge die Meisterschaft der National Women’s Hockey League gewinnen.

## Karriere

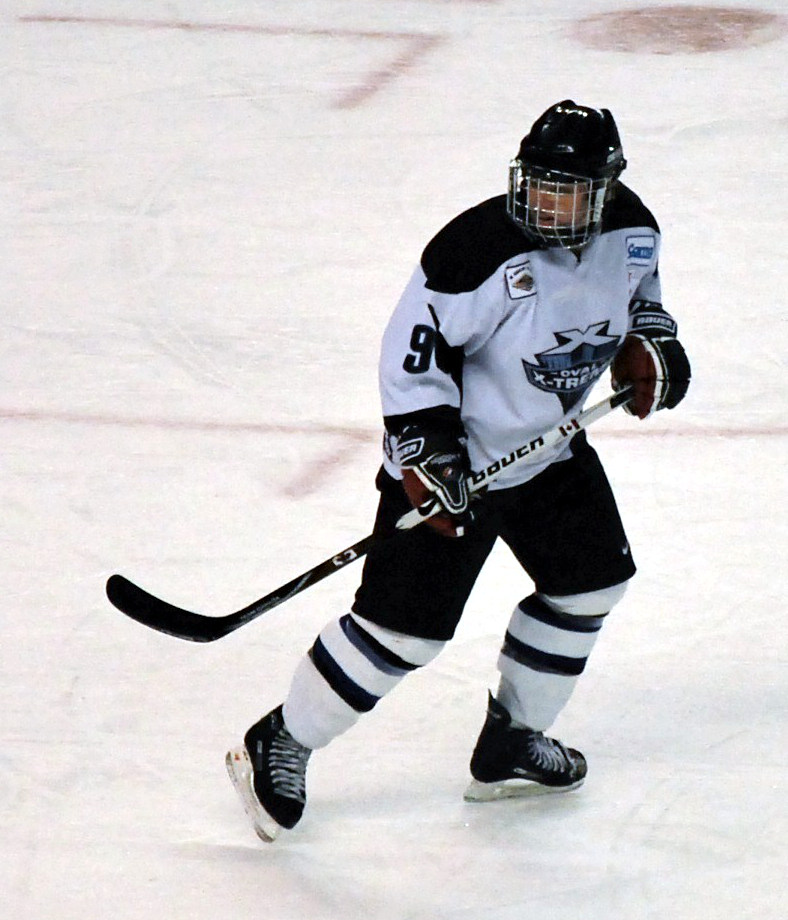
Piper im Trikot der Calgary Oval X-Treme

Piper spielte von 1999 bis 2002 für die Beatrice Aeros in der National Women’s Hockey League und gewann mit der Mannschaft dreimal in Folge den NWHL Champions Cup. Von dort schaffte die Stürmerin den Sprung in das kanadische Nationalteam für die Olympischen Winterspiele 2002 in Salt Lake City. Im Rahmen des Turniers gewann sie mit dem Team die Goldmedaille. Anschließend wechselte die Kanadierin auf nationaler Ebene ans Dartmouth College in den Vereinigten Staaten. Neben ihrem Studium in Soziologie spielte sie für das Eishockeyteam des Colleges in der ECAC Hockey, einer Division im Spielbetrieb der National Collegiate Athletic Association.
In den folgenden fünf Jahren bis 2007 absolvierte Piper vier Spielzeiten am Dartmouth College und war 2005 für den Patty Kazmaier Award nominiert. Gleich in ihrer ersten Saison errang sie die Divisionsmeisterschaft mit dem Team. Währenddessen hatte sie mit dem Nationalteam bei der Weltmeisterschaft 2004 die Gold- und bei der Weltmeisterschaft 2005 eine Silbermedaille gewonnen. Bei den Olympischen Winterspielen 2006 in Turin ließ Piper eine zweite olympische Goldmedaille folgen, woran die Offensivspielerin mit sieben Turniertoren und 15 Scorerpunkten maßgeblichen Anteil hatte.
Nachdem die Angreiferin im Anschluss an die Olympischen Winterspiele 2006 eine ernsthafte Knieverletzung überwinden musste, verpasste sie die Weltmeisterschaft 2007. Für die Welttitelkämpfe im folgenden Jahr, bei der erneut der Vizeweltmeistertitel zu Buche stand, schaffte Piper aber den Sprung zurück in den Kader. National hatte sie im selben Jahr das Finale der Canadian Women’s Hockey League mit den Mississauga Chiefs verloren. Zur Saison 2008/09 schloss sich die Stürmerin den Calgary Oval X-Treme aus der Western Women’s Hockey League an. Auch mit den X-Treme verpasste sie nach einer Finalniederlage einen erneuten nationalen Titelgewinn. Ebenso verlor sie ihren Kaderplatz für die Weltmeisterschaft 2009.
Zur Saison 2009/10 erhielt Piper einen Platz im erweiterten Kader des Nationalteams und errang letztlich den dritten Olympiatitel bei den Olympischen Winterspielen 2010 in Vancouver. Bei ihrem letzten internationalen Auftritt im Rahmen der Weltmeisterschaft 2011 gewann sie ihre dritte WM-Silbermedaille. Bereits zur Saison 2010/11 war die Stürmerin in die Canadian Women’s Hockey League zurückgekehrt, wo sie bis zu ihrem Karriereende im Sommer 2013 für die Brampton Thunder auflief. Auch mit den Thunder gelang ihr trotz des einmaligen Erreichens der Finalserie kein weiterer nationaler Titelgewinn.
Mit dem Gewinn der drei olympischen Goldmedaillen gehört Piper zu den erfolgreichsten Olympionikinnen im Eishockey. Sie ist eine von nur elf Spielerinnen – allesamt Kanadierinnen – die drei oder mehr Goldmedaillen gewonnen haben.

## Erfolge und Auszeichnungen
- 2000 NWHL-Champions-Cup-Gewinn mit den Beatrice Aeros
- 2001 NWHL-Champions-Cup-Gewinn mit den Beatrice Aeros
- 2002 NWHL-Champions-Cup-Gewinn mit den Beatrice Aeros
- 2003 ECAC-Meisterschaft mit dem Dartmouth College

### International
| - 2002 Goldmedaille bei den Olympischen Winterspielen - 2004 Goldmedaille bei der Weltmeisterschaft - 2005 Silbermedaille bei der Weltmeisterschaft - 2006 Goldmedaille bei den Olympischen Winterspielen - 2006 Beste Torschützin der Olympischen Winterspiele (gemeinsam mit Gillian Apps) | - 2006 Beste Plus/Minus-Bilanz der Olympischen Winterspiele (gemeinsam mit Hayley Wickenheiser) - 2008 Silbermedaille bei der Weltmeisterschaft - 2010 Goldmedaille bei den Olympischen Winterspielen - 2011 Silbermedaille bei der Weltmeisterschaft |

## Karrierestatistik

### International
Vertrat Kanada bei:
| - Olympischen Winterspielen 2002 - Weltmeisterschaft 2004 - Weltmeisterschaft 2005 - Olympischen Winterspielen 2006 | - Weltmeisterschaft 2008 - Olympischen Winterspielen 2010 - Weltmeisterschaft 2011 |

(Legende zur Spielerstatistik: Sp oder GP = absolvierte Spiele; T oder G = erzielte Tore; V oder A = erzielte Assists; Pkt oder Pts = erzielte Scorerpunkte; SM oder PIM = erhaltene Strafminuten; +/− = Plus/Minus-Bilanz; PP = erzielte Überzahltore; SH = erzielte Unterzahltore; GW = erzielte Siegtore; 1 Play-downs/Relegation; Kursiv: Statistik nicht vollständig)